# Новый Мизунь
Но́вый Ми́зунь (укр. Новий Мізунь) — село в Выгодской поселковой общине Калушского района Ивано-Франковской области Украины.
Население по переписи 2001 года составляло 332 человека. Занимает площадь 18,629 км². Почтовый индекс — 77543. Телефонный код — 3477.